# Samuel Pollock
Pour les articles homonymes, voir Pollock.
Temple de la renommée : 1978
Sam Pollock O.C., de son vrai nom Samuel Patterson Smyth Pollock (Montréal, 25 décembre 1925 - Toronto, 15 août 2007) est un administrateur sportif québécois. Il s'est surtout distingué comme directeur-gérant de l'équipe de hockey des Canadiens de Montréal, poste qu'il occupa pendant 14 ans. Ses talents de recruteur et son habileté à négocier (durant les années Pollock, les Canadiens repêchèrent entre autres Guy Lafleur, Bob Gainey et Larry Robinson) aidèrent l'équipe montréalaise à remporter neuf fois la Coupe Stanley entre 1965 et 1978.

## Carrière
Sam Pollock s'est joint au Canadiens de Montréal en 1945. Il demeura associé à l'organisation durant 32 années.
D'abord engagé comme dépisteur, il fut nommé directeur du personnel de l'équipe en 1950. Il mena d'abord le Canadien junior de Montréal à la conquête de la Coupe Memorial, plus haute distinction du hockey junior, en 1950, puis réédita l'exploit en 1958 avec les Canadiens de Hull-Ottawa.
En 1963, Sam Pollock succéda à Frank J. Selke comme directeur général du Canadien.
Par une série de négociations, il permit au Canadien de mettre la main sur le premier choix du repêchage d'expansion de 1971, et Montréal repêcha alors Guy Lafleur. Pollock s'est retiré en 1978, après 9 conquêtes de la Coupe Stanley.

## Baseball
Sam Pollock a siégé également sur le conseil d'administration des Blue Jays de Toronto de la Ligue américaine de baseball de 1995 à 2000.

## Décès
Pollock est mort à Toronto, le 15 août 2007, à l'âge de 81 ans. Il a été enterré dans le cimetière Ste Elisabeth de North Hartley, Québec.

## Honneurs
Sam Pollock a été intronisé au Temple de la renommée du hockey en 1978. La même année, la ville de Montréal lui remet la distinction de « Grand Montréalais ». En 1985, il est fait officier de l’Ordre du Canada. En 2002, on le nomme chevalier de l’Ordre national du Québec.
- 1978 - Temple de la renommée du hockey
- 1985 - L'Ordre du Canada
- 2002 - Chevalier de l'Ordre national du Québec
- Grands Montréalais